# حبیب‌الله قادر آتشگر
حبیب‌الله قادر آتشگر، از چهره‌های سرشناس موسیقی نواحی سیستان می‌باشد و سرپرستی، نوازندگی، آهنگسازی و خوانندگی گروه موسیقی «حسینا» را بر عهده دارد. وی در همکاری با گروه خویش، تاکنون اجراهای بسیاری در خانه هنرمندان ایران، برج میلاد، صدا و سیما، جشنواره موسیقی مقام نوازان جوان و دیگر عرصه‌های هنری داشته‌است. بسیاری از اهالی بومی سیستان، ساز قیچک را با نام وی می‌شناسند. آتشگر علاوه بر قیچک، در اجرای دهل و دف نیز متبحر بوده، و به اجرای رقص سیستانی نیز می‌پردازد.

## آغاز فعالیت‌های هنری
آتشگر فعالیت موسیقایی خود را از ۱۲ سالگی و با نوازندگی قیچک آغاز نمود. وی در این خصوص می‌گوید:
موسیقی در خانواده ما نسل به نسل پیش رفته و به من رسیده‌است. پدرم هم ساز می‌زد و کار ما به صورت گوش کردن است و از طریق گوش کردن، قطعات را می‌نوازیم.

## افتخارات
آتشگر موفق به دریافت درجه کارشناسی ارشد موسیقی از سوی وزارت ارشاد ایران شده‌است. وی به همراهی گروه گروه خود، مقام نخست جشنواره فجر را از آن خود نموده‌است.